# Peter Thunholm
Rolf Peter Thunholm, tidigare Carlsson, född 29 maj 1959 i Solna församling i Stockholms län, är en svensk militär och professor i krigsvetenskap.

## Biografi
Peter Carlsson avlade officersexamen vid Krigsskolan 1981 och utnämndes samma år till löjtnant vid Svea ingenjörregemente, där han befordrades till kapten 1983 och tjänstgjorde till 1990. Han ändrade efternamnet till Thunholm i mitten av 1980-talet, var kompanichef 1986–1990 och befordrades till major 1989. Åren 1990–1992 gick han arméns högre stabsutbildning vid Militärhögskolan, varefter han under 1990-talet tjänstgjorde vid Högkvarteret. År 1998 befordrades han till överstelöjtnant och i slutet av 1990-talet tjänstgjorde han vid Försvarshögskolan.
Thunholm växlade 1996 karriär för att förbereda sig inför studier vid Försvarsmaktens doktorandprogram för officerare, vilket han som en av de första genomgick 1998–2003. Han avlade filosofie doktorsexamen vid Stockholms universitet 2003 med avhandlingen Military decision making and planning. Den handlar om en modell för att planera under tidspress (PUT), som senare har kommit att användas dagligen såväl i Försvarsmaktens verksamhet som i officersutbildningen. Han är sedan 2003 verksam vid Försvarshögskolan: som forskare i ledningsvetenskap 2003–2010 och som professor i krigsvetenskap med inriktning mot operationer och taktik sedan 2012.
Peter Thunholm invaldes 2015 som ledamot av Kungliga Krigsvetenskapsakademien.